# Хамзина, Евгения Алексеевна
Евгения Алексеевна Хамзина (28 января 1928, Омск, Сибирский край — 23 июня 2015, Улан-Удэ) — советский и российский археолог, педагог, кандидат исторических наук (1970). Специалист в области бурятской археологии и истории кочевых племён средневековья. Заслуженный работник культуры Бурятской АССР, ветерана труда СО РАН, труженик тыла в годы Великой Отечественной Войны.

## Биография
Евгения Алексеевна Хамзина (в девичестве Сазонова) родилась 28 января 1928 года в Омске. Детские и юношеские годы провела в Иркутске и Иркутской области.
В 1945 году поступила в Иркутский государственный университет на химический факультет, где отучившись полтора года в 1947 году перевелась в Ленинградский государственный университет на археологическое отделение исторического факультета, который окончила в 1951 году с специальностью историк-археолог. Её сокурсниками были будущие известные советские и российские археологи: З. А. Абрамова, Л. С. Клейн, А. Д. Грач, Н. Н. Диков. В студенческие годы принимала участие в археологических экспедициях А. П. Окладникова на территории Бурятии, что определило её дальнейшие научные интересы.
В 1951 году, после окончания университета, была отправлена в Улан-Удэ, где начала работу в Бурятском республиканском краеведческом музее им. М. Н. Хангалова в должности заведующего отделом дореволюционного прошлого, проработав, с небольшим перерывом, около 10 лет, до 1961 года. За это время создала фонд археологических коллекций музея (Нижняя Березовка, Тапхар, Посольск и др.), а также была автором постоянной экспозиции того времени.
Одновременно с музейной и научной деятельностью начала преподавать историю в школе, а также читать курсы по истории древнего мира, первобытной истории, археологии в Восточно-Сибирском институте культуры и в Бурятском педагогическом институте.
С 1961 по 1988 года работала сначала младшим, а затем старшим (с 1972 года) научным сотрудником Бурятского комплексного НИИ СО РАН — в дальнейшем Бурятского института общественных наук Байкальского филиала Сибирского отделения Академии наук СССР.
В 1970 году защитила кандидатскую диссертацию: «Поздние кочевники Западного Забайкалья».
Воспитала шестерых детей, имеет восемь внуков (на 2013 год).
Умерла 23 июня 2015 года на 87-м году жизни в Улан-Удэ.

## Научная и исследовательская деятельность
Специалист в области бурятской археологии и истории кочевых племён средневековья.
Проводила раскопки археологических памятников в долине реки Селенги, по побережью Байкала и в Баргузинской долине: могильников Телятников (1963, 1969, 1970, 1982), Онкули (1964, 1967, 1971), Баянгол (1963, 1971, 1985), Тапхар (1955—1956), поселений Нижняя Берёзовка (1949—1950), Нижняя Иволга (1949, 1973), Вознесеновка (1951—1953), Ошурково (1958), Шулун-Шэнэгальжин (1963), Варварина Гора (1964, 1973—1978), Санный Мыс (1958, 1968), Иволгинское городище, Толстихино (1962), Нижние Куйтуны (1967), Чисага (1966, 1967), Ярикто (1964) и др.
В 1959—1964 годах провела раскопки Посольской стоянки в составе Байкальской археологической экспедиции Института археологии АН СССР, под руководством М. П. Грязнова. На площади 524 м2 ею были вскрыты стояночные комплексы и погребения неолита — бронзового века.
В 1973 году возглавила экспедицию по паспортизации и картированию археологических исторических памятников и подготовке свода памятников истории и культуры Бурятии. В результате этой многолетней деятельности было открыто более 100 новых археологических объектов, составлена первая археологическая карта Бурятии, было обследовано 1065 памятников, из которых 551 являлись археологическими, а 514 — памятниками истории.
Евгения Алексеевна принимала активное участие в создании Этнографического музея народов Забайкалья, долгое время была научным консультантом Музея восточных культур. Являлась членом ученого совета Объединённого музея Бурятской АССР, членом президиума республиканского отделения Общества охраны памятников.

### Основные публикации
Монографии:
- Хамзина Е. А. Археологические памятники Западного Забайкалья. Поздние кочевники / Отв. ред. Окладников А. П. — Улан-Удэ: Бурятское книжное издательство, 1970. — 142 с.
- Хамзина Е. А. Археологические памятники Бурятии. — Новосибирск: Наука. Сибирское отделение, 1982. — 153 с.
- Лбова Л. В., Хамзина Е. А. Древности Бурятии: Карта археологических памятников. — Улан-Удэ: Издательство БНЦ СО РАН, 1999. — 241 с.

Статьи:
- Хамзина Е. А. Неолитическое погребение с. Новой Шишковки // Археологический сборник : сборник. — Улан-Удэ: Бурятское книжное издательство, 1959. — Вып. 1. — С. 127—130.
- Хамзина Е. А. Телятниковский могильник // Этнографический сборник : сборник. — Улан-Удэ: Издательство БФ СО АН СССР, 1969. — Вып. 5. — С. 224—251.
- Хамзина Е. А. Ранние погребения в Онкулях (долина р. Баргузина) // Этнографический сборник : сборник. — Улан-Удэ: Издательство БФ СО АН СССР, 1974. — Вып. 6. — С. 234—243.
- Хамзина Е. А. Археологические памятники Баргузинской долины // Социально-экономическое и культурное развитие Забайкалья : журнал. — Новосибирск: Наука. Сибирское отделение, 1979. — С. 122—129.
- Хамзина Е. А. Плиточный могильник в Баргузинской долине // По следам древних культур Забайкалья : журнал. — Новосибирск: Наука. Сибирское отделение, 1983. — С. 75—85.
- Цыденова Н. В., Хамзина Е. А. Керамические материалы Посольской стоянки: корреляции и варианты интерпретации // Известия лаборатории древних технологий : журнал. — Иркутск: Издательство ИрГТУ, 2006. — С. 323—332.

## Звания и награды
- Заслуженный работник культуры Бурятской АССР[2];
- Заслуженный ветеран труда Сибирского отделения АН СССР[2];
- Медаль «За доблестный труд в Великой Отечественной войне 1941—1945 гг.»[2];
- Почетная грамота Президиума Верховного Совета Бурятской АССР[2];
- Почетная грамота Президиума Сибирского отделения СО АН СССР[2];
- Почетная грамота Министерства культуры Бурятской АССР[2];
- «Медаль материнства» I степени[2].